# Gekkonidae
I Gekkonidi (Gekkonidae Oppel, 1811) sono una famiglia di piccoli rettili comunemente noti come veri gechi.

## Descrizione

### Caratteristiche somatiche

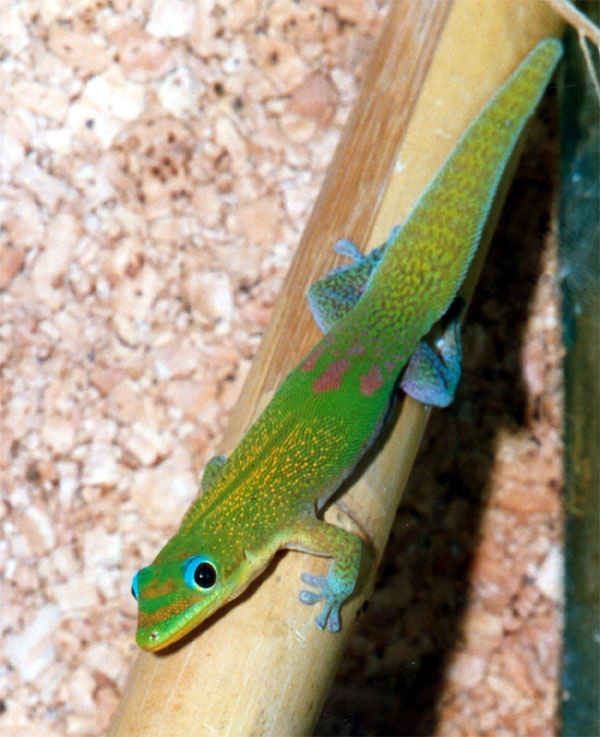
Un geco diurno (Phelsuma sp.)

La maggior parte dei gechi nei paesi temperati è di colore grigio o beige, maculata così finemente da ricordare la gomma. Molte specie possono cambiare colore per mimetizzarsi o per altri scopi, adattandosi per esempio all'ambiente circostante. Altre specie, caratteristiche dei paesi caldi, possono avere colori brillanti, specialmente quelle con abitudini prevalentemente diurne. I gechi sono i soli rettili dei paesi temperati dotati di voce, emettono cioè un verso, che non è un sibilo.

### Apparato visivo
Le specie notturne godono di un'eccellente vista al buio. I loro occhi sono 350 volte più sensibili alla luce di quelli umani.
Si distinguono specie con palpebre fisse, saldate a formare una capsula trasparente (Gekkoninae, Teratoscincinae, e Diplodactylinae), e specie che posseggono palpebre mobili (Aleuroscalabotinae e Eublepharinae).

### Zampe
L'interesse della comunità scientifica nei confronti delle proprietà di adesione superficiale delle zampe del geco nasce dalla possibilità che la comprensione dei fenomeni che la causano, possa portare alla riproduzione di questi in sistemi artificiali e in nuovi tipi di adesivi. Ciò che rende possibile queste proprietà adesive è la morfologia delle zampe, le quali sono composte da una complessa gerarchia che in ordine da meso a micro comprende:
- Lamellae
- Setae
- Rami
- Spatulae.

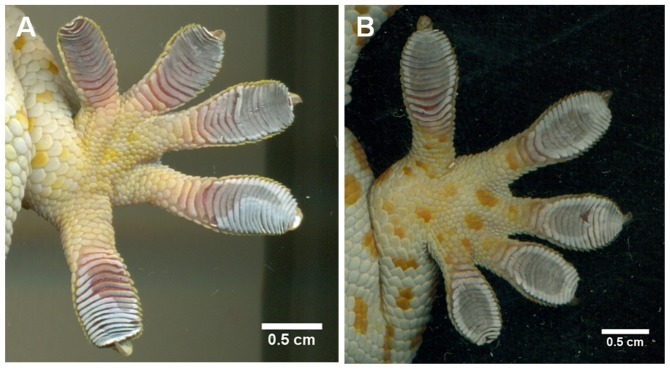
Zampe del geco

Le lamellae sono delle strutture soffici lunghe 1-2 mm che sono direttamente attaccate alle dita della zampa dell'animale, sono facilmente comprimibili e si adattano facilmente alle rugosità superficiali. Dalle lamellae poi si estendono dei peli curvi detti setae che ricoprono le lamellae con una densità superficiale di 14 000 setae per millimetro quadro. Le setae sono tipicamente 30-130 μm in lunghezza e 5-10 μm di diametro e sono composte in maggior parte da β-cheratina e in minor parte da α-cheratina. Da ogni seta si estendono da 100 a 1 000 spatulae con un diametro di circa 0,1-0,2 μm. Ciascuna spatula ha una punta larga approssimativamente 0,2-0,3 μm, 0,5 μm in lunghezza e 0,01 μm di spessore.
In totale l'area di appoggio di due zampe del geco è di circa 22 mm², i quali sono ricoperti da circa 3 milioni di setae che producono una forza di adesione di circa 20 N. Queste forze sono il risultato della sommatoria delle forze di interazione debole superficiale tra ciascuna spatula e la superficie.
Grazie a queste strutture straordinarie i gechi possono aderire al vetro smerigliato, su superfici di arseniuro di gallio lisce a livello molecolare, su sostanze idrofile e idrofobe, oltre che nel vuoto o sott'acqua. Le proprietà chimiche del teflon, caratterizzato da bassissime interazioni di van der Waals, lo rendono l'unica superficie conosciuta sulla quale le zampe del geco non sono in grado di aderire.

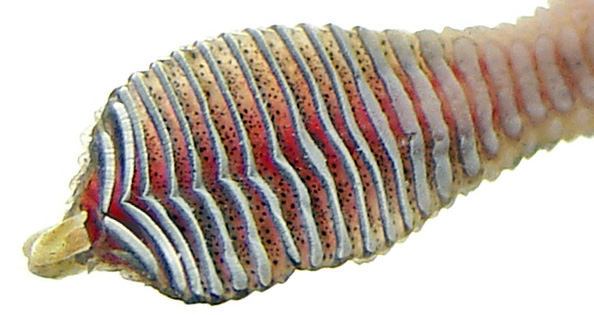
Ingrandimento della zampa del geco

I sistemi di adesione alle superfici di altre creature, come insetti e ragni, presentano strutture simili a quelle della pelle delle zampe del geco. La microstruttura usata da coleotteri, mosche, ragni e gechi è simile. Ciò che però è significativo è che all'aumentare della massa della creatura, il raggio delle strutture a contatto con la superficie diminuisce. Questo permette ad un maggior numero di setae di essere impacchettate in una singola unità di area, andando quindi ad aumentare la dimensione lineare di contatto e la forza di adesione. La densità di strutture terminale di adesione per metro quadro aumenta proporzionalmente all'aumento della massa delle creature. 
Infatti, si può ottenere l'equazione di una curva che fitta in maniera adeguata tutte le specie di animali che sfruttano questo sistema di adesione in funzione della loro massa:
{\displaystyle log\ \rho A\ =\ 13.8\ +\ 0.669\ log\ m}
I gechi sono gli animali più pesanti che mostrano questo meccanismo di adesione e quindi sono quelli con il maggior numero di elementi terminali (spatulae). I ragni e i gechi possono generare adesioni a “a secco” molto alte, mentre coleotteri e mosche aumentano le loro capacità adesive secernendo liquidi all'interfaccia di contatto.
Superfici ruvide e rigide sono in grado di fornire aree di contatto molto piccole per qualsiasi tipo di superficie vi si voglia accoppiare; infatti, l'effettiva area di contatto è da due a sei ordini di grandezza inferiore rispetto all'area di contatto apparente. La suddivisione dei punti di contatto è un fattore predominante per l’aumento delle forze di contatto. Per calcolare le forze di adesione in ambiente secco e per valutare l'importanza della suddivisione dei punti di contatto, si può usare un approccio energetico. Se consideriamo la punta della spatula, una semisfera di raggio R, le forze adesive per un singolo punto possono essere scritte usando la teoria di JKR (Johnson-Kendall-Roberts) come:
{\displaystyle F_{a}=\left({\frac {3}{2}}\right)\pi W_{a}R}
Dove {\displaystyle W_{a}} è il lavoro di adesione (energia per unità di area). Questa equazione mostra come le forze di adesione di un singolo punto di contatto sono proporzionali ad una dimensione lineare del contatto. Per un'area costante divisa in un gran numero, {\displaystyle n}, di punti di contatto o setae, il raggio di un elemento di contatto {\displaystyle R1} è dato da {\displaystyle R1={\frac {R}{\sqrt {n}}}}.
Perciò l'equazione delle forze di adesione si può modificare per punti di contatto totali e ottenere
{\displaystyle {\displaystyle F'_{a}=\left({\frac {3}{2}}\right)\pi W_{a}({\frac {R}{\sqrt {n}}})n}={\sqrt {n}}F_{a}}
Il cui risultato ci dice che la forza di adesione totale non è altro che la forza di adesione di un singolo punto moltiplicata per la radice quadrata del numero di punti.

#### Peeling
Nonostante i gechi siano in grado di produrre incredibili forze di adesione, posseggono anche la capacità di staccare a piacimento le zampe dalle superfici su cui sono adesi tramite la cosiddetta azione di “peeling”. Questo meccanismo di distacco è facilitato dall'inclinazione delle spatulae. A causa delle grandi forze di adesione e dai meccanismi da cui dipendono, i gechi hanno sviluppato un complesso movimento della zampa durante il movimento. La chiave fondamentale di questo movimento è il ripiegamento stesso delle dita della zampa che al momento dell'adesione, per garantirne la massima efficacia, presentano le setae ad un angolo di 30° rispetto alla superficie. Il geco è quindi capace di staccare la zampa dalla superficie di adesione andando a modificare l'angolo tra le setae e la superficie, e per angoli superiori a 30° si avrà il distacco della zampa.
La forza di peeling è data dalla formula
{\displaystyle F_{peel}=\left({\frac {2W_{ad}b\theta }{\pi (1-\cos \theta )\sin \theta }}\right)}
dove {\displaystyle b} è la larghezza del nastro adesivo usato per la simulazione delle spatulae della zampa, e {\displaystyle \theta } è l'angolo tra il vettore della forza di peeling e la superficie.

#### Auto-pulizia
Le zampe del geco presentano anche un'interessantissima proprietà di auto-pulizia che dipende sempre dalla struttura gerarchica da cui sono costituite.
I contaminanti naturali, come quelli artificiali sono un'inevitabile minaccia ad una corretta ed efficace adesione del geco alle superfici. Le particelle diffuse nell'atmosfera, in genere sono dell'ordine delle decine di micrometri (PM10), mentre quelle che si trovano sul suolo possono anche essere più grandi. Ad una prima analisi, potrebbe essere intuitivo pensare che la grande forze di adesione che è in grado di produrre la zampa del geco favorisca l'attaccamento di queste particelle di sporco alle spatulae e che non ci possa essere nessun modo per poi eliminarle senza l'intervento di una pulizia meccanica da parte del geco. Tuttavia, non si sono mai osservati nei gechi questo tipo di comportamenti (pulizia delle zampe come nel caso di coleotteri o mosche), e non usano neanche delle sostanze appiccicose (saliva) per l'eliminazione delle particelle di sporco. Le zampe del geco si auto puliscono con l'uso ripetuto delle stesse. Questo meccanismo è conosciuto come autopulizia o “self-cleaning”. L'interazione tra una particella di polvere sferica e una parete o una spatula può essere espressa come: 
{\displaystyle W_{pw}=-\left({\frac {A_{pw}R_{pw}}{6D_{pw}}}\right)}
Con {\displaystyle p} e {\displaystyle w} che si riferiscono rispettivamente alla particella e alla parete, {\displaystyle A_{pw}} è la costante di Hamaker, {\displaystyle R_{pw}} è il raggio della particella e {\displaystyle R_{pw}} è la distanza di separazione tra la particella e il muro. In modo simile, l’energia di interazione tra una particella e una spatula a punta semisferica è 
{\displaystyle W_{ps}=-{\frac {A_{ps}R_{p}R_{s}}{6D_{ps}(R_{p}+R_{s})}}}
Il rapporto tra le due energie di interazione {\displaystyle N} è dato da 
{\displaystyle N={\frac {Wpw}{Wps}}=(1+{\frac {Rp}{Rs}}){\frac {ApwDps}{ApsDpw}}}
Quando l'energia richiesta per separare una particella dal muro è maggiore di quella necessaria a separare la particella dalla spatula avviene il meccanismo di self-cleaning.

## Biologia

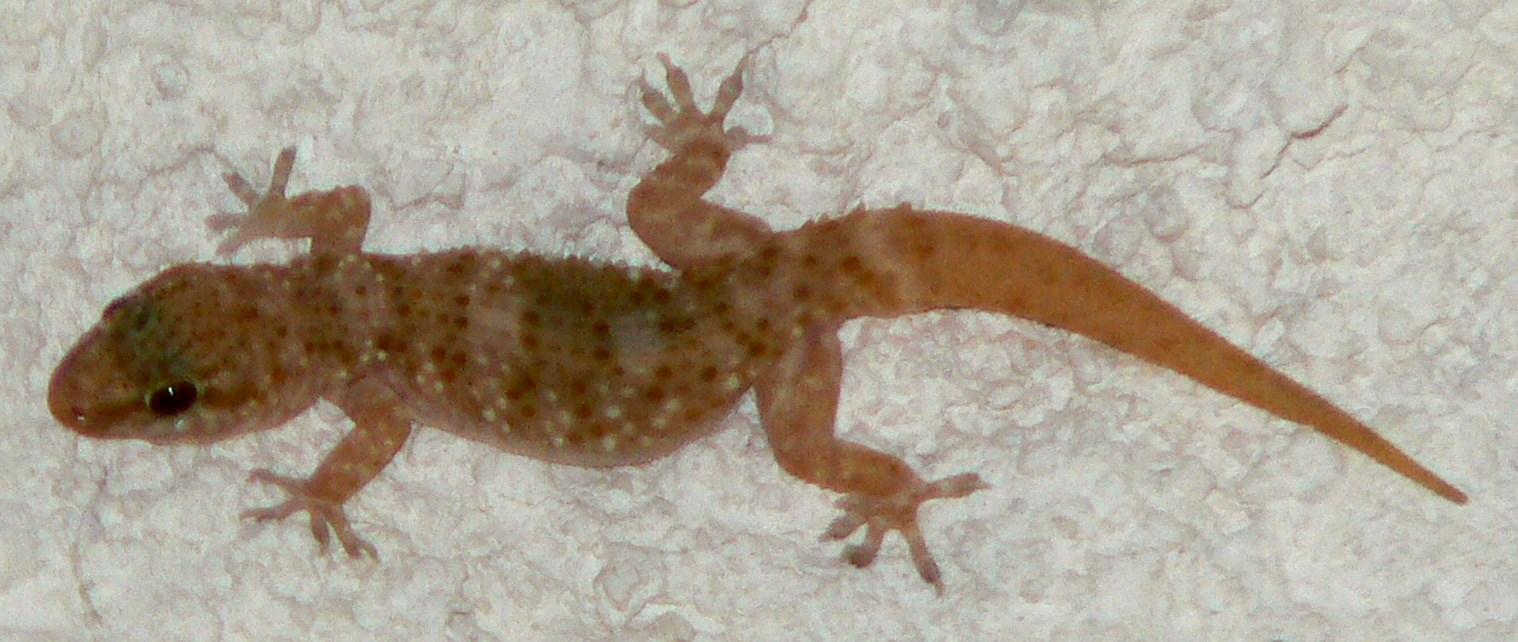
Un geco verrucoso (Hemidactylus turcicus)

Si nutrono di insetti (sono insettivori) e a volte anche di frutta e nettare. Spesso si aggirano intorno alle luci artificiali, sempre circondate da insetti, dove trovano abbondanti quantità di prede. Per cacciare, rimangono completamente fermi fissando la preda e scattano rapidissimi all'attacco dopo alcuni secondi o addirittura minuti di attesa. Quando interagiscono con altri gechi emettono caratteristici versi, simili a gridolini o squittii. La maggior parte dei gechi è dotata di speciali cuscinetti sulle zampe che consentono loro di arrampicarsi su superfici verticali lisce, o addirittura sui soffitti delle case, con facilità.

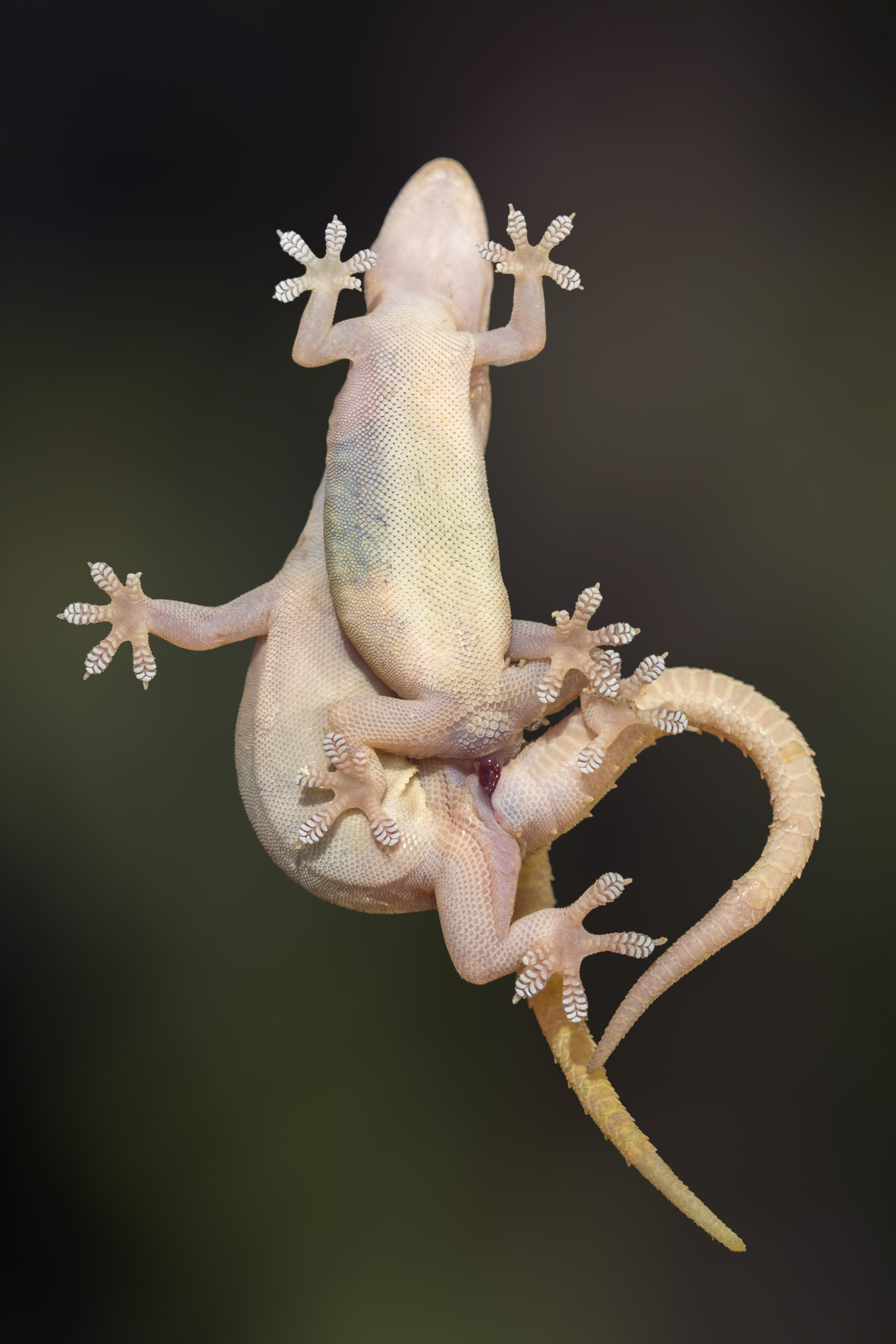
Due esemplari di Hemidactylus frenatus durante l'accoppiamento

## Riproduzione
Alcune specie si generano per partenogenesi, fenomeno che vede la femmina in grado di riprodurre senza l'ausilio del maschio. Questa particolarità è il motivo della grande abilità di diffusione dei gechi su nuove isole.

## Tassonomia
La famiglia Gekkonidae comprende i seguenti generi:
- Afroedura Loveridge, 1944
- Afrogecko Bauer, Good & Branch, 1997
- Agamura Blanford, 1874
- Ailuronyx Fitzinger, 1843
- Alsophylax (Fitzinger, 1834)
- Altiphylax Yeriomtschenko & Shcherbak, 1984
- Blaesodactylus Boettger, 1893
- Bunopus Blanford, 1874
- Calodactylodes Bauer & Günther, 1991
- Chondrodactylus Peters, 1870
- Christinus Wells & Wellington, 1983
- Cnemaspis Strauch, 1842
- Crossobamon Boettger, 1888
- Cryptactites Bauer, Good & Branch, 1997
- Cyrtodactylus Gray, 1827
- Cyrtopodion Fitzinger, 1834
- Dixonius Bauer, Good & Branch, 1997
- Ebenavia Boettger, 1878
- Elasmodactylus Boulenger, 1895
- Geckoella Kluge, 1993
- Geckolepis Grandidier, 1867
- Gehyra Gray, 1834
- Gekko Laurenti, 1768
- Goggia Bauer, Good & Branch, 1997
- Hemidactylus Oken, 1817
- Hemiphyllodactylus Bleeker, 1860
- Heteronotia Wermuth, 1965
- Homopholis Boulenger, 1885
- Lepidodactylus Fitzinger, 1843
- Luperosaurus Gray, 1845
- Lygodactylus Gray, 1864
- Matoatoa Nussbaum et al., 1998
- Mediodactylus Szczerbak & Golubev, 1977
- Microgecko Nikolsky, 1907
- Nactus Kluge, 1983
- Narudasia Methuen & Hewitt, 1914
- Pachydactylus Wiegmann, 1834
- Paragehyra Angel, 1929
- Paroedura Günther, 1879
- Perochirus Boulenger, 1885
- Phelsuma Gray, 1828
- Pseudoceramodactylus
- Pseudogekko Taylor, 1922
- Ptenopus Gray
- Ptychozoon Kuhl, 1822
- Rhinogecko de Witte, 1973
- Rhoptropella Hewitt, 1937
- Rhoptropus Peters, 1869
- Stenodactylus Fitzinger, 1826
- Tenuidactylus Fitzinger, 1826
- Tropiocolotes Peters, 1880
- Urocotyledon Kluge, 1983
- Uroplatus Duméril, 1806

In Italia vivono due specie:
- Hemidactylus turcicus
- Mediodactylus kotschyi

Altre due specie presenti in Italia, in precedenza assegnate a questa famiglia, sono:
- Tarentola mauritanica (il geco comune), attualmente inquadrata nella famiglia Phyllodactylidae[8]
- Euleptes europaea, attualmente inquadrata in Sphaerodactylidae[9]

## Nomi comuni
Le varie specie di gechi sono spesso conosciute con un nome comune o volgare, che differisce dal nome scientifico. Lo stesso nome volgare può indicare più specie, che magari non sono distinguibili a osservatori non esperti, oppure la stessa specie può essere nota con differenti nomi volgari.